# Lasioptera lonicericola
Lasioptera lonicericola är en tvåvingeart som beskrevs av Nikolai Vasilevich Kovalev 1967. Lasioptera lonicericola ingår i släktet Lasioptera och familjen gallmyggor. Inga underarter finns listade i Catalogue of Life.